# 幸せですか/スーツケース
「幸せですか／スーツケース」（しあわせですか／スーツケース）は日本のシンガーソングライター・川嶋あいが2007年10月3日に発売した14枚目のシングル。

## 概要
前作「君に・・・・・」から約4ヶ月後にリリースされた、通算4枚目の両A面シングルとなる。
通常盤と初回限定盤の2種類で発売され、初回限定版にはPVを収録した特典DVDが付属。さらに、通常盤には先着でミニカード（カレンダー）をプレゼントされた。

## 収録曲
- 全作詞・作曲：川嶋あい

### 通常盤
1. 幸せですか
編曲：naoki
PVにはみつきがヒロイン役として、相手役に野寺貴彦が出演している。
2. スーツケース
編曲：宗本康兵
エース株式会社CMソング
3. RAINBOW〜新しいワタシ、始まる〜
編曲：中野正男

### 初回限定盤DVD
1. 幸せですか (PV)